# Вилла Мистерий
Вилла Мистерий (итал. Villa dei Misteri) — одна из помпейских вилл (за городскими воротами), наиболее сохранившихся при извержении Везувия в 79 г.

## Описание
Основана во II веке до н. э., после чего несколько раз расширялась, в частности в 60 году до н. э. Главный вход был обращён к дороге, ведущей от Геркуланских ворот. В настоящее время он раскрыт не полностью, поэтому вход на виллу осуществляется со стороны моря. Вдоль дороги находились сельскохозяйственные помещения, в том числе комната с прессом для винограда.
Вход, настолько широкий, что по нему могла проехать повозка, вёл в перистиль. К юго-востоку от него помещался двор с ларарием и тетрастильный атрий, из которого можно было попасть в бани. С юго-западной стороны с перистилем соединялся тосканский атрий, из него, а также частично из перистиля, двери вели в многочисленные комнаты, украшенные фресками во втором и третьем стилях. Вилла открывалась к морю террасой-ротондой с двумя портиками по сторонам. На плоской крыше аркады, окружавшей с трёх сторон виллу были обнаружены остатки Висячего сада.
В таблинуме, соединяющем тосканский атрий с ротондой, сохранились фрески на египетские мотивы. Названа вилла по получившим широкую известность фрескам в одной из комнат к югу от атрия, где изображается, по наиболее распространённой версии, посвящение в дионисийские мистерии, а по другой — обряд венчания.

## Фрески виллы Мистерий
Фрески имеют множество толкований, поскольку письменных источников, на основе которых их можно было бы толковать, не сохранилось. Очевидно, что изображение тесно связано с мистериями дионисийского культа. Композиция, таким образом, представляет основные этапы посвящение в жрицы. Возможно, комната использовалась для проведения такого обряда.
| Северная стена  | | | | | |
|                 | Начало церемонии обряда: 1-я фигура: инициируемая женщина (или ее мать, римская матрона) пересекает порог. 2-я фигура: нагота мальчика может обозначать его божественность. Он что-то читает, возможно, правила обряда. 3-я фигура: сидящая женщина, судья (?). Она держит свиток и стилус, возможно, чтобы что-то дописать, например, имя посвящаемой. 4-я фигура: возможно, переодевшаяся инициируемая. Она несет блюдо со обрядовым кушаньем. На голове у нее миртовый венок, а в руке лавровая ветвь, на ней пурпурная одежда. | Начало церемонии обряда: 1-я фигура: инициируемая женщина (или ее мать, римская матрона) пересекает порог. 2-я фигура: нагота мальчика может обозначать его божественность. Он что-то читает, возможно, правила обряда. 3-я фигура: сидящая женщина, судья (?). Она держит свиток и стилус, возможно, чтобы что-то дописать, например, имя посвящаемой. 4-я фигура: возможно, переодевшаяся инициируемая. Она несет блюдо со обрядовым кушаньем. На голове у нее миртовый венок, а в руке лавровая ветвь, на ней пурпурная одежда. | 1-я фигура: служанка, которая держит накрытую корзину. 2-я фигура: жрица сидит спиной, она открывает корзину (в которой, предположительно — лавр, змеи, цветы и т. п.) 3-я фигура: другая служанка льет воду в таз, куда жрица собирается окунуть ветвь лавра. 4-я фигура: бог Силен играет на лире. | 1-я фигура: служанка, которая держит накрытую корзину. 2-я фигура: жрица сидит спиной, она открывает корзину (в которой, предположительно — лавр, змеи, цветы и т. п.) 3-я фигура: другая служанка льет воду в таз, куда жрица собирается окунуть ветвь лавра. 4-я фигура: бог Силен играет на лире. | 1-я фигура: молодой сатир играет на свирели. 2-я фигура: другой сатир (или нимфа, но с острыми ушами) кормит коз. 3-я фигура: возможно, это посвящаемая, которая что-то увидела и испугалась. Возможно, тут произошел катабасис. |
| Восточная стена | | | | | |
|                 | 1-я фигура: опять появляется Силен. Он держит в руках серебряную чашу 2-я фигура: молодой сатир вглядывается в чашу. Возможно, это гадание по тому, что увидишь в отражении. Чаша, возможно, содержала Kykeon, опьяняющий напиток участников Орфийско-Дионисийских мистерий, предназначенный для испуганного инициируемого. 3-я фигура: другой сатир, который держит театральную маску, быть может, чтобы она отражалась в чаше.                                                                                                   | 1-я фигура: опять появляется Силен. Он держит в руках серебряную чашу 2-я фигура: молодой сатир вглядывается в чашу. Возможно, это гадание по тому, что увидишь в отражении. Чаша, возможно, содержала Kykeon, опьяняющий напиток участников Орфийско-Дионисийских мистерий, предназначенный для испуганного инициируемого. 3-я фигура: другой сатир, который держит театральную маску, быть может, чтобы она отражалась в чаше.                                                                                                   | Центральная, самая главная фреска в комнате. 1-я фигура: бог Дионис, с тирсом и венком, вытянувшийся на коленях у женщины. 2-я фигура: поврежденная женская — его мать Семела или жена Ариадна. Она сидит на троне, и по положению, как Верховная мать-царица, выше Диониса.                         | 1-я фигура: на коленях стоит посвященная. У нее посох путешественника и головная повязка. Она вернулась из ночного путешествия-инициации, и то, что там происходило — нам не показывается. Она тянется к некому священному предмету, покрытому тканью, возможно, фаллосу. 2-я и 3-я фигуры: поврежденные, позади коленопреклоненной посвященной. Левая женщина держит над ее головой блюдо. 4-я фигура: крылатое божество, возможно, Айдос (богиня стыда, уважения, скромности, смирения). Она замахивается кнутом. | 1-я фигура: на коленях стоит посвященная. У нее посох путешественника и головная повязка. Она вернулась из ночного путешествия-инициации, и то, что там происходило — нам не показывается. Она тянется к некому священному предмету, покрытому тканью, возможно, фаллосу. 2-я и 3-я фигуры: поврежденные, позади коленопреклоненной посвященной. Левая женщина держит над ее головой блюдо. 4-я фигура: крылатое божество, возможно, Айдос (богиня стыда, уважения, скромности, смирения). Она замахивается кнутом. |
| Южная стена     | | | Окно | | |
|                 | 1-я фигура: посвящаемая, которую побили кнутом. Две темы этой сцены — пытка и преображение, ведущие к кульминации. 2-я фигура: оказывает ей медицинскую помощь 3-я фигура: выглядывающая женщина собирается дать посвященной тирс, что знаменует завершение обряда 4-я фигура: танцующая обнаженная с кимвалами, вероятно менада | 1-я фигура: посвящаемая, которую побили кнутом. Две темы этой сцены — пытка и преображение, ведущие к кульминации. 2-я фигура: оказывает ей медицинскую помощь 3-я фигура: выглядывающая женщина собирается дать посвященной тирс, что знаменует завершение обряда 4-я фигура: танцующая обнаженная с кимвалами, вероятно менада | | 1-я фигура: Эрот, который держит зеркало. 2-я фигура: служанка 3-я фигура: это посвященная, претерпевшая перерождение, или же просто невеста. Она готовится к браку и смотрит в зеркало. | |
| Западная стена  | | | Дверь | | |
|                 | Эрот | Эрот | | Женская фигура: мать невесты, невеста или хозяйка дома. У нее видно кольцо на пальце. | |

## Фильмы
- «Тайные церемонии. Роспись Виллы Мистерий», фильм Алена Жобера[фр.] из цикла «Палитры» (Франция, 2002).